# Horseshoe Bay (West Vancouver)
Horseshoe Bay ist ein Gemeindeteil (Neighbourhood) mit etwa 1.000 ständigen Einwohnern von West Vancouver im Süden der kanadischen Provinz British Columbia, im Metro Vancouver Regional District. Sie liegt an der Westspitze von West Vancouver am Zugang zum Howe Sound und am Fuß der North Shore Mountains.
Ihren Namen hat die Siedlung seit 1929 offiziell nach der gleichnamigen Bucht an der sie liegt und diese wiederum hat ihn nach ihrer Form, der Form eines Hufeisens.

## Verkehr
Die Siedlung im Lower Mainland markiert das westliche Ende des British Columbia Highway 1 auf dem Festland von British Columbia (und damit auch der Hauptroute des Trans-Canada Highway auf dem kanadischen Festland). Außerdem endet nur 15 Minuten nördlich von hier an der Lions Bay der Sea-to-Sky Highway.
Horseshoe Bay ist der Ort des dritthäufigst frequentierten Terminals von BC Ferries, des Horseshoe Bay Ferry Terminal. Aufgrund des Fähr-Terminals wird Horseshoe Bay auf vielen Hinweisschildern am Westende des Highway 1 als Ausfahrt angeführt.
Öffentlicher Personennahverkehr wird von Buslinien der Gesellschaft West Vancouver Blue Bus sichergestellt, der Teil des Verkehrsverbundes TransLink ist.

## Galerie

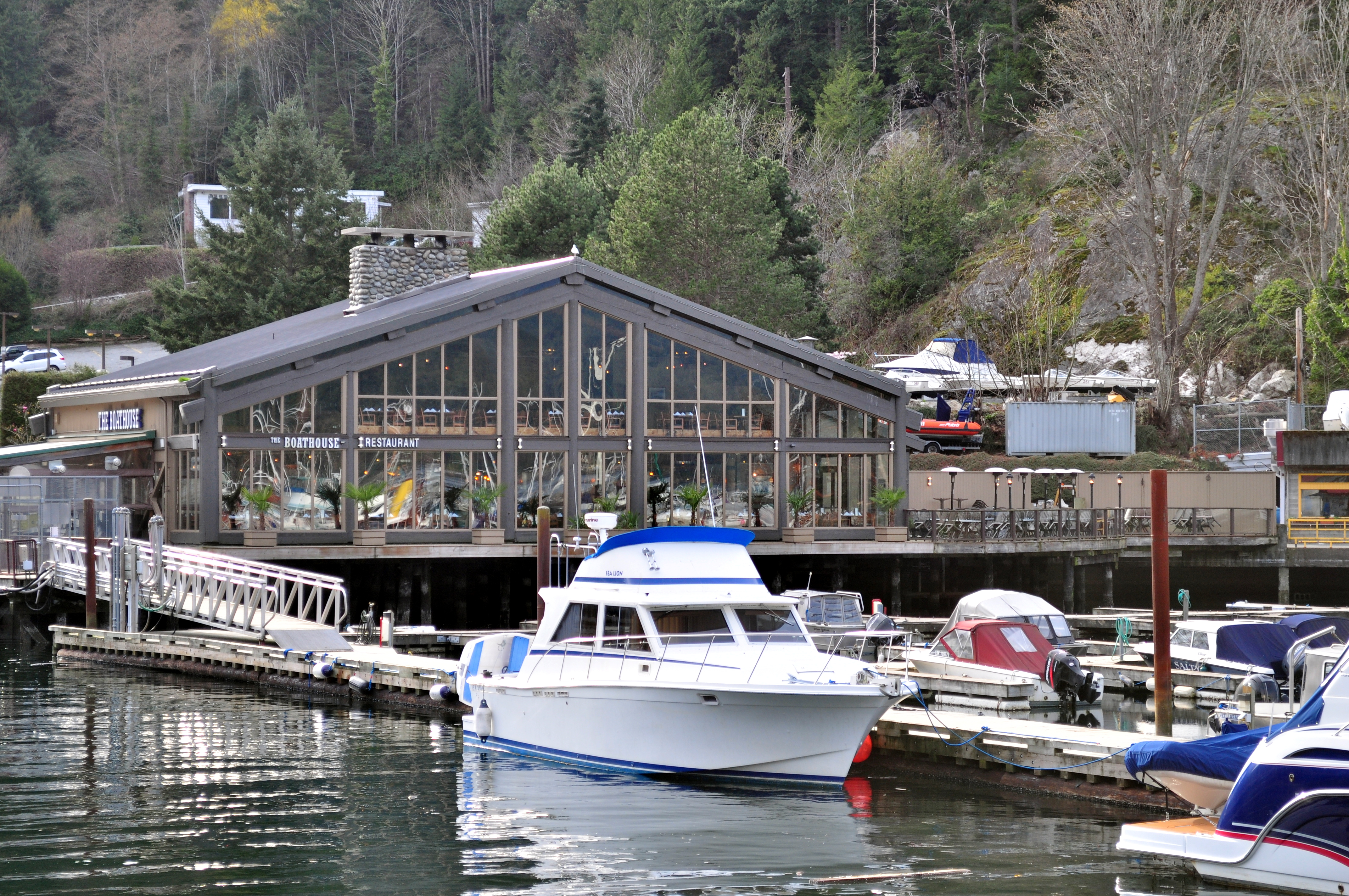
Das Boathouse Restaurant in Horseshoe Bay
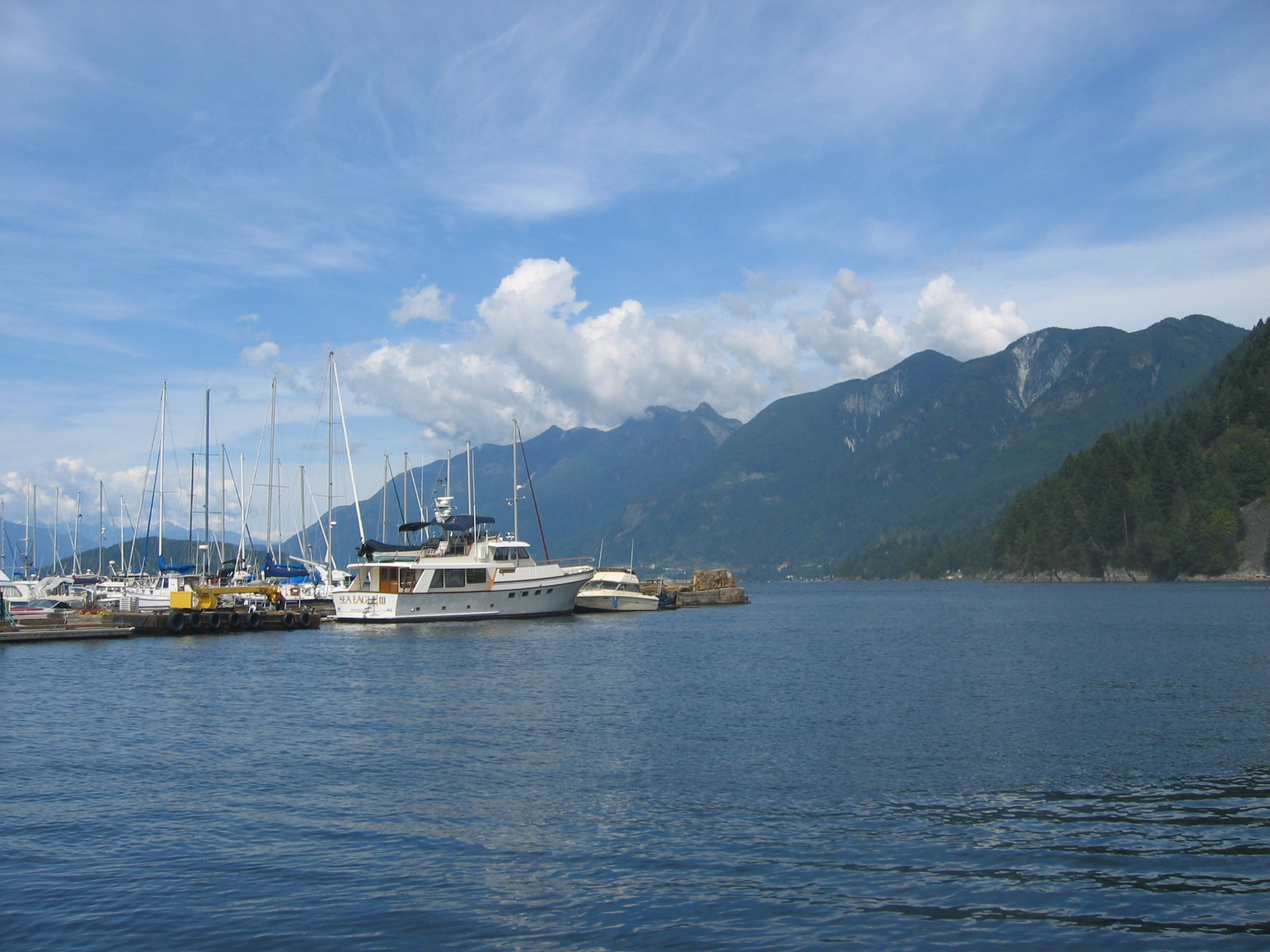
Yachten in Horseshoe Bay mit dem Howe Sound im Hintergrund
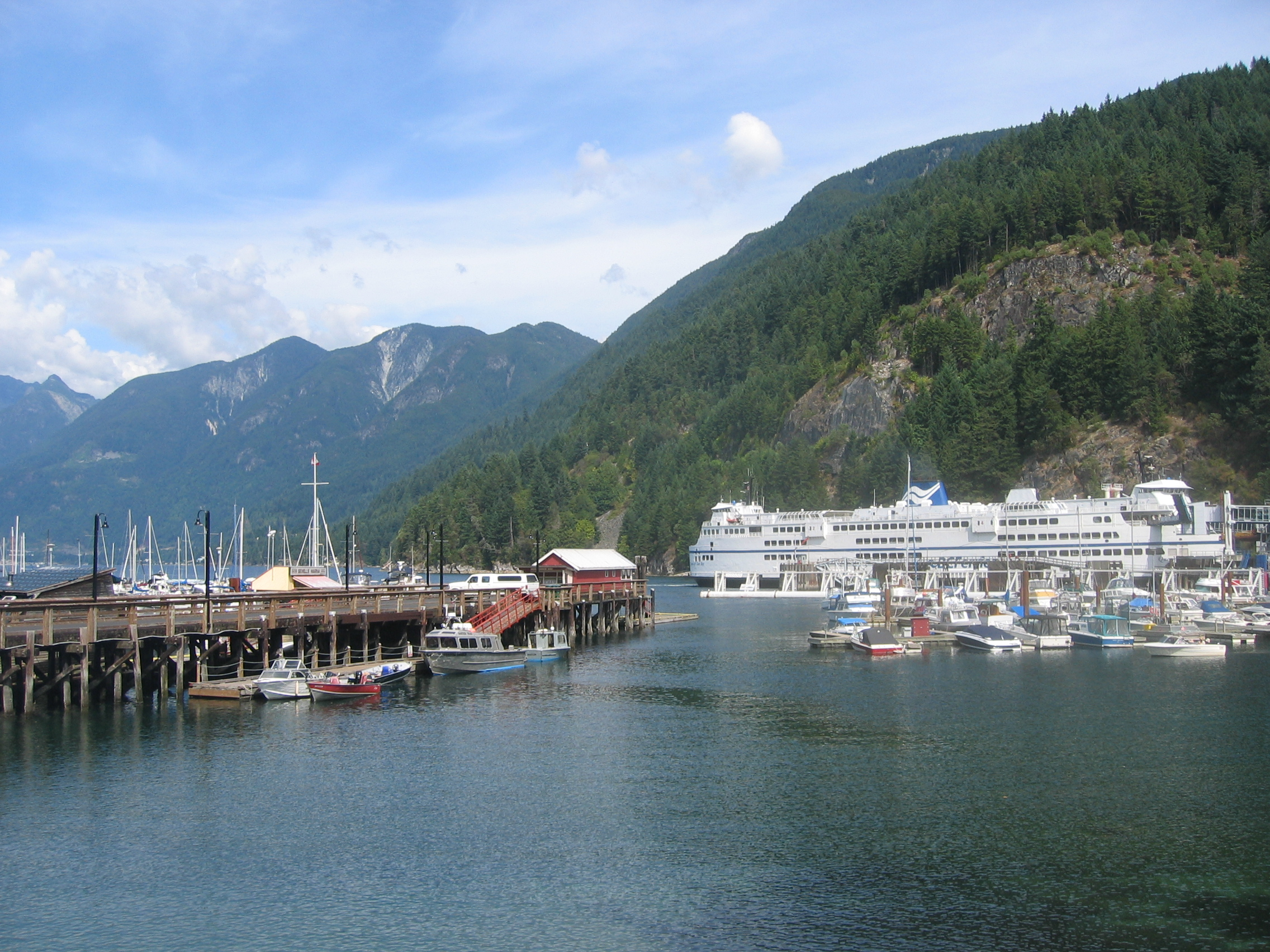
Boote in der Marina mit der festgemachten Queen of Oak Bay (rechts)
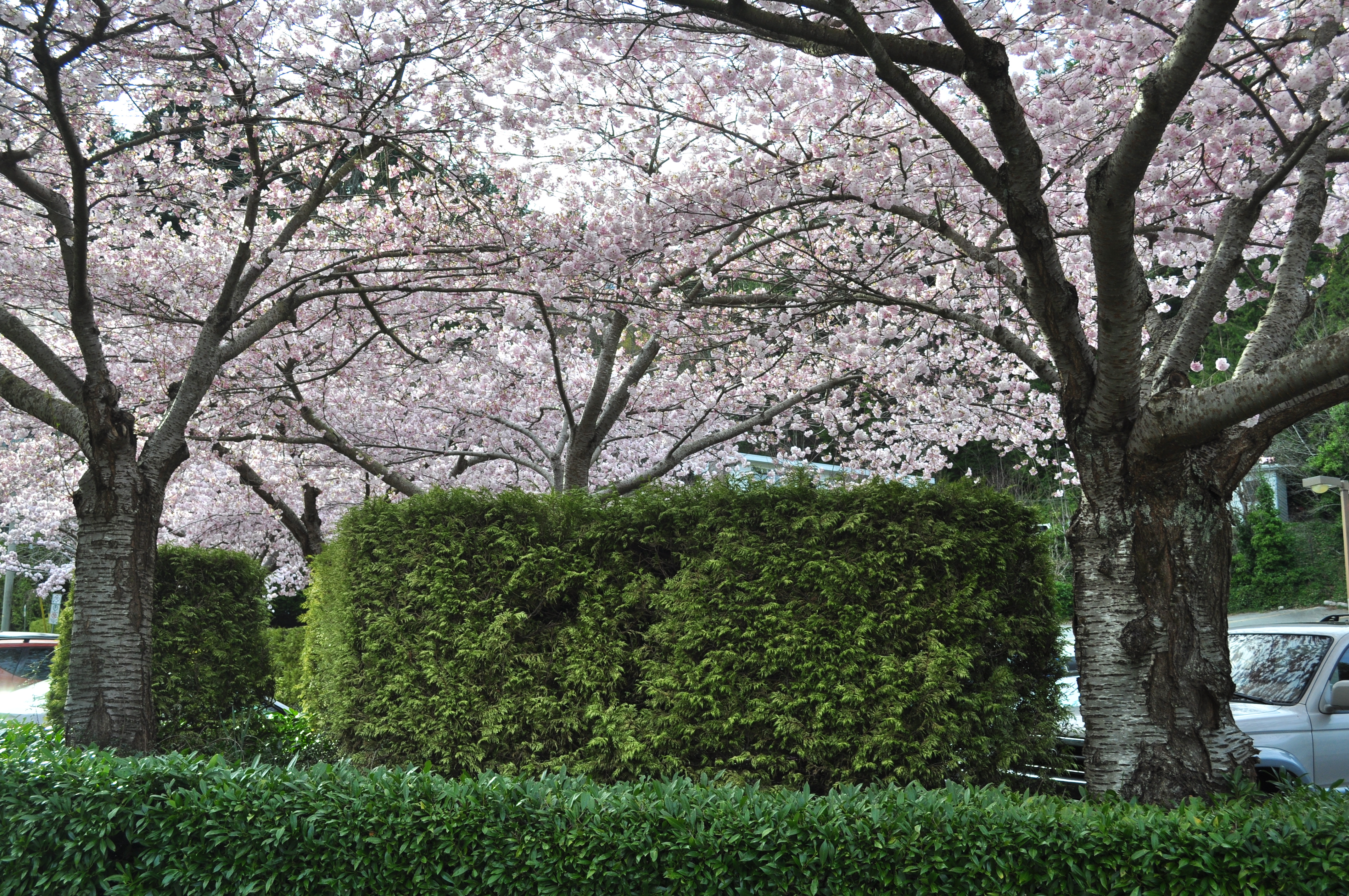
Blühende Kirschbäume in Horseshoe Bay